# Chwalęcin (województwo wielkopolskie)
Chwalęcin – wieś w Polsce położona w województwie wielkopolskim, w powiecie średzkim, w gminie Nowe Miasto nad Wartą.
W latach 1954–1959 wieś należała i była siedzibą władz gromady Chwalęcin, po jej zniesieniu w gromadzie Boguszyn. 
W latach 1975–1998 miejscowość administracyjnie należała do województwa poznańskiego.